# ألكسندر إف. ماثيوز
ألكسندر إف. ماثيوز (بالإنجليزية: Alexander Ferdinand Mathews) هو خبير مالي ومحامي أمريكي، ولد في 13 نوفمبر 1838 في لويسبرغ في الولايات المتحدة، وتوفي بنفس المكان في 17 ديسمبر 1906.